# Вила на Дионисий (Дион)
Вилата на Дионисий (на гръцки: Έπαυλη του Διονύσου) е археологически обект, богаташка жилищна сграда, разположена в античния македонски град Дион, Гърция. Вилата е известна с отлично запазените и много красиви подови мозайки.

## Архитектура
Сградата е построена около 200 г. сл. Хр. и е може би най-впечатляващият обект, разкрит в античния Дион. Разположена е на една от по-малките улици в североизточната част на античния град, до комплекс бани с подови мозайки. През ред магазини и работилници се влиза във вътрешния двор на вилата, който е с йонийски перистил. От него се влиза в източната част на трапезарията на голяма къща, наричана на латински „таблинум“. Следват няколко по-малки стаи. В една от тях в полукръгла ниша е намерена статуя на Дионисий с рог в лявата ръка, а подът ѝ е покрит с мозайка с геометрични мотиви и вероятно помещението е било посветено на бога на виното.
В различните стаи на вилата са открити и статуи на императорското семейство, божества и обиновени граждани. Най-забележителни са четирите статуи на философи от епикурейската школа – трима са ученици, а четвъртият – брадат мъж с отворен свитък, очевидно е учителят. Главите на тримата ученици са преработени в III век и получават портретни черти, може би на членове на семейството, живяло в къщата. В съседните стаи са открити портрети на Агрипина Старша, Фаустина Младша и фрагменти от статуя на Нике. В банкетната зала са открити бронзови конски глави, Херакъл и Сатир, декоративни апликации за дървен диван.

## Мозайки в банкетната зала
Най-забележителната стая в жилищния комплекс е банкетната зала, с почти квадратен план и площ от 100 m2, чийто под е изпълнен с изключителна многоцветна мозайка със сцени от живота на Дионисий, заради която и вилата носи името си. В центъра има голям панел, фланкиран от три по-малки над и под него. Спираловидна меандрова лента разделя тези картини от по-широката зона с шахматен мотив около стените, където са били разполагани кушетките за участниците в банкетите.
Основното пано изобразява Триумфът на Дионисий – красив епичен сюжет, изпълнен с чувство. Дионисий е изобразен фронтално гол в колесница, държащ ритон във вдигнатата си дясна ръка и тирс в лявата. До него има изпаднал в страх възрастен Силен в хитон. Колесницата е теглена от морски пантери, държани на юзди от двама морски кентаври, които носят една ваза на раменете си. Вълните са с във виолетово/тъмно синьо, което контрастира на белия фон на сцената и така дава релеф и монументалност на фигурите.
Панелите около основната сцена изобразяват театрални маски.
Вилата е унищожена от пожар, предизвикан вероятно от земетресение.
- Скулптури във Вилата на Дионисий
- Женска статуя
- Глава на Нике, копие на оригинал от V век пр.н.е.
- Статуя на млад войн, култова статуя на Дионисий, II век
- Статуи на философи